# روانوك
روانوك (بالإنجليزية: Roanoke) مدينة مستقلة بولاية فرجينيا في الولايات المتحدة. قُدر عدد سكانيها بإحصاء البلاد عام 2010 بـ 97,032 ساكن. تقع في وادي رونوك في منطقة رونوك في فرجينيا.
روانوك أكبر بلديات جنوب غرب فرجينيا، وهي البلدية الرئيسية لمنطقة روانوك الكبرى الإحصائية (MSA)، والتي بلغ عدد سكانها إحصاء عام 2010 نحو 308،707. وهي تتألف من مدينتي رونوك وسيلم المستقلتين، ومقاطعات بوتيتورت، كريغ، فرانكلين، وروانوك. تعد روانوك التي يشطرها نهر روانوك المحور التجاري والثقافي لغالبية جنوب غرب فرجينيا وأجزاء من جنوب وست فرجينيا.

## التركيبة السكانية
حدّد مكتب تعداد الولايات المتحدة بيانات التركيبة السكانية لروانوك في تعداد الولايات المتحدة. في ما يلي، التركيبة السكانية حسب تعدادي 2000 و2010.

### تعداد عام 2000
بلغ عدد سكان روانوك 94,911 نسمة بحسب تعداد عام 2000، وبلغ عدد الأسر 42,003 أسرة وعدد العائلات 24,255 عائلة مقيمة في المدينة. في حين سجلت الكثافة السكانية 855.1 نسمة لكل كيلومتر مربع (2,214.7/ميل2). وبلغ عدد الوحدات السكنية 45,257 وحدة بمتوسط كثافة قدره 407.8 لكل كيلومتر مربع (1,056.2/ميل2).
وتوزع التركيب العرقي للمدينة بنسبة 69.38% من البيض و26.74% من الأمريكيين الأفارقة و0.20% من الأمريكيين الأصليين و1.15% من الأمريكيين ذوي الأصول الآسيوية و0.02% من سكان جزر المحيط الهادئ و0.72% من الأعراق الأخرى و1.78% من عرقين مختلطين أو أكثر و1.48% من الهسبانيون أو اللاتينيون من أي عرق.
بلغ عدد الأسر 42,003 أسرة كانت نسبة 29.1% منها لديها أطفال تحت سن الثامنة عشر تعيش معهم، وبلغت نسبة الأزواج القاطنين مع بعضهم البعض 37.1% من أصل المجموع الكلي للأسر، ونسبة 16.5% من الأسر كان لديها معيلات من الإناث دون وجود شريك، بينما كانت نسبة 4.1% من الأسر لديها معيلون من الذكور دون وجود شريكة وكانت نسبة 42.3% من غير العائلات. تألفت نسبة 35.9% من أصل جميع الأسر من عدة أفراد يعيشون في نفس المنزل ونسبة 12.8% كانت تتألف من شخص يعيش بمفرده يبلغ من العمر 65 عاماً أو أكثر. وبلغ متوسط حجم الأسرة المعيشية 2.20، أما متوسط حجم العائلات فبلغ 2.86.
بلغ العمر الوسطي للسكان 37.6 عاماً. وكانت نسبة 22.5% من القاطنين تحت سن الثامنة عشر، وكانت نسبة 7.9% بين الثامنة عشر والرابعة والعشرين عاماً، ونسبة 29.8% كانت واقعةً في الفئة العمرية ما بين الخامسة والعشرين والرابعة والأربعين عاماً، ونسبة 21.9% كانت ما بين الخامسة والأربعين والرابعة والستين، ونسبة 15.2% كانت ضمن فئة الخامسة والستين عاماً فما فوق. يوجد لكل 100 أنثى 87.3 ذكر، ويوجد لكل 100 أنثى في الثامنة عشر من عمرها فما فوق 83.1 ذكر.
بلغ متوسط دخل الأسرة في المدينة 30,719 دولارًا، أما متوسط دخل العائلة فبلغ 37,826 دولارًا. وكان متوسط دخل الذكور 28,465 دولارًا مقابل 21,591 دولارًا للإناث. وسجل دخل الفرد الخاص بالمدينة 18,468 دولارًا. وكانت نسبة 12.9% من العائلات ونسبة 15.9% من السكان تحت خط الفقر، وكان من هؤلاء نسبة 24.9% تحت سن الثامنة عشر ونسبة 11.3% في الخامسة والستين من العمر وما فوق.

### تعداد عام 2010
بلغ عدد سكان روانوك 97,032 نسمة بحسب تعداد عام 2010، وبلغ عدد الأسر 42,712 أسرة وعدد العائلات 23,487 عائلة مقيمة في المدينة. في حين سجلت الكثافة السكانية 874.2 نسمة لكل كيلومتر مربع (2,264.2/ميل2). وبلغ عدد الوحدات السكنية 47,453 وحدة بمتوسط كثافة قدره 427.5 لكل كيلومتر مربع (1,107.2/ميل2).
وتوزع التركيب العرقي للمدينة بنسبة 64.25% من البيض و28.46% من الأمريكيين الأفارقة و0.29% من الأمريكيين الأصليين و1.76% من الأمريكيين ذوي الأصول الآسيوية و0.05% من سكان جزر المحيط الهادئ و2.37% من الأعراق الأخرى و2.83% من عرقين مختلطين أو أكثر و5.51% من الهسبانيون أو اللاتينيون من أي عرق.
بلغ عدد الأسر 42,712 أسرة كانت نسبة 27.4% منها لديها أطفال تحت سن الثامنة عشر تعيش معهم، وبلغت نسبة الأزواج القاطنين مع بعضهم البعض 32.8% من أصل المجموع الكلي للأسر، ونسبة 17.3% من الأسر كان لديها معيلات من الإناث دون وجود شريك، بينما كانت نسبة 4.9% من الأسر لديها معيلون من الذكور دون وجود شريكة وكانت نسبة 45% من غير العائلات. تألفت نسبة 37.1% من أصل جميع الأسر من عدة أفراد يعيشون في نفس المنزل ونسبة 12.2% كانت تتألف من شخص يعيش بمفرده يبلغ من العمر 65 عاماً أو أكثر. وبلغ متوسط حجم الأسرة المعيشية 2.22، أما متوسط حجم العائلات فبلغ 2.92.
بلغ العمر الوسطي للسكان 38.5 عاماً. وكانت نسبة 21.8% من القاطنين تحت سن الثامنة عشر، وكانت نسبة 8.9% بين الثامنة عشر والرابعة والعشرين عاماً، ونسبة 28% كانت واقعةً في الفئة العمرية ما بين الخامسة والعشرين والرابعة والأربعين عاماً، ونسبة 27.1% كانت ما بين الخامسة والأربعين والرابعة والستين، ونسبة 14.3% كانت ضمن فئة الخامسة والستين عاماً فما فوق. وتوزع التركيب الجنسي للسكان بنسبة 47.8% ذكور و52.2% إناث.

## المدن التوأمة
مدن فلوريانوبوليس، كيزيمو، ليجيانج، أبولوسكي، بسكوف، سان لو ووونجو هي مدن توأمة لـروانوك (فيرجينيا).

## أعلام
- جون ماثر
- دون ديلي
- آر. فرنسيس ويليس
- هنريتا لاكس
- توماس ماسون
- فرانك هوغر
- أودي مورفي
- جون باين
- لين بارى
- توني أتلاس